# Canalete
Canalete ist eine Gemeinde (municipio) im Departamento Córdoba in Kolumbien.

## Geographie
Canalete liegt im Nordwesten von Córdoba auf etwa 50 Metern über dem Meeresspiegel und hat eine Jahresdurchschnittstemperatur von 28 °C. Canalete ist die einzige der sogenannten Küstengemeinden Córdobas ohne Zugang zum Meer. Eine Besonderheit der Gemeinde sind Schlammvulkane. An die Gemeinde grenzen im Norden Los Córdobas, im Osten und Süden Montería und im Westen Arboletes im Departamento de Antioquia.

## Bevölkerung
Die Gemeinde Canalete hat 23.520 Einwohner, von denen 4535 im städtischen Teil (cabecera municipal) der Gemeinde leben (Stand: 2019).

## Geschichte
Die Region um Canalete war betroffen vom Bürgerkrieg, der in den 1950er Jahren in Kolumbien herrschte. Seit 1979 hat Canalete den Status einer Gemeinde.

## Wirtschaft
Der wichtigste Wirtschaftszweig von Canalete ist die Rinderproduktion. Zudem spielt die Landwirtschaft eine gewisse Rolle.

## Persönlichkeiten
- Miguel Barrera (* 1978), Boxer